# Bromacetylbromid
Bromacetylbromid ist eine chemische Verbindung aus der Gruppe der Carbonsäurebromide.

## Gewinnung und Darstellung
Bromacetylbromid kann durch Reaktion von Essigsäure und Brom in Gegenwart von rotem Phosphor bei 140 °C gewonnen werden.

## Eigenschaften
Bromacetylbromid ist eine brennbare, schwer entzündbare, farblose Flüssigkeit mit stechendem Geruch, die sich in Wasser zersetzt. Spektroskopische Untersuchungen haben gezeigt, dass Bromacetylbromid sowohl in der Gas- als auch in der Flüssigphase ein Gemisch aus zwei Konformeren, anti und gauche, im Verhältnis 40:60 ist.

## Verwendung
Bromacetylbromid wird als Zwischenprodukt zur Herstellung anderer chemischer Verbindungen (besonders für regioselektive Synthese von Heterocyclen), wie Agrochemikalien, Farb- und Arzneistoffen verwendet.